# Maiar (Tolkien)
Maiar (ental maia) er i J.R.R. Tolkiens univers en kategori af overnaturlige væsener, der bebor verden Eä. Ganske som valarne opstod de forud for verdens skabelse som ainur, børn af højguden Erus tanke, men maiarne har lavere rang og er underordnet valarne.
Nogle af maiarne tog skikkelse som mennesker, nemlig de fem store troldmænd eller istari: Saruman, Gandalf, Radagast, Alatar og Pallando.
Andre kendte maiar er mørkets fyrste Sauron og balrogerne, en serie dæmoniske ild-væsener under ledelse af valaen Melkor. I Silmarillion nævnes adskilligt flere, bl.a. Uinen og Ossë.